# Wild Child
Wild Child (Brasil: Garota Mimada / Portugal: Miúda Insuportável) é um filme franco-britânico-estadunidense de 2008 dirigido por Nick Moore e estrelado por Emma Roberts, Natasha Richardson, Shirley Henderson, Kimberley Nixon, Juno Temple, Linzey Cocker, Sophie Wu, Alex Pettyfer, Aidan Quinn, e Georgia King.
Os interiores do internato fictício Abbey Mount foram filmados em Cobham Hall, um verdadeiro internato para meninas, em Kent.
Wild Child foi lançado no Reino Unido em 15 de agosto de 2008, ocupando o quinto lugar nas bilheterias, com US$2,196,366 de 359 cinemas, com uma média de US$6,118. Em seu quarto final de semana, caiu para o décimo segundo lugar. Em novembro de 2008, Wild Child arrecadou US$8,235,794. Na Austrália, Wild Child foi liberado em 18 de setembro, ficando em quarto lugar com apenas 93 cinemas, ganhando US$315,114. Na semana seguinte, ele fez um aumento de 60% com $566,918, mas ainda caiu para o 6º lugar. Em 16 de outubro, Wild Child caiu para o 11º lugar. Em novembro de 2008, Wild Child arrecadou US$3,268,424 (A$4,236,579) na Austrália. O filme foi lançado em muitos outros países, mostrando-se popular em alguns países: a Holanda (US$1,553,825) e não tão popular em outros. O filme arrecadou um total mundial de US$21,972,336. Universal planejou um lançamento norte-americano no verão de 2009, mas cancelou e escolheu lançar o filme diretamente para o DVD.
Wild Child tem uma taxa de aprovação de 38% no Rotten Tomatoes, com base em 26 avaliações com uma classificação média de 4.8/10. O consenso crítico do site diz: "Mais suave que selvagem. Essa confusão de comédia juvenil cai de cara no chão devido a personagens pobres, má direção e piadas ruins".

## Sinopse
Em uma brincadeira com seus amigos, Poppy Moore (Emma Roberts) estraga todos os pertences da namorada de seu pai (Aidan Quinn). Quando seu pai chega, ele diz que vai mandá-la para um internato na Inglaterra. Chegando na escola Abbey Mount, Poppy conhece a diretora, a Sra. Kingsley (Natasha Richardson), a vilã Harriet Bentley (Georgia King) e sua companheira de quarto Kate (Kimberley Nixon). Poppy se torna infeliz com sua nova vida, pois não consegue fazer amigos e nem se encaixar.
Poppy resolve tentar ser expulsa da escola e suas companheiras de quarto a ajudam. Apesar de tudo o que aprontam, Poppy não é expulsa. Então, elas resolvem fazer algo mais grave: seduzir Freddie (Alex Pettyfer), filho da diretora e grande paixão de Harriet.
Após várias reviravoltas, Poppy se apaixona por Freddie e é correspondida. Harriet fica com inveja e arma um plano: quando Poppy esqueceu o seu e-mail aberto nas salas de computadores, Harriet manda e-mails no nome de Poppy para Freddie e suas companheiras de quarto. Nos e-mails, Harriet que finge ser Poppy, os xinga e humilha. Revoltados, eles deixam Poppy de lado que acaba sendo acusada de por fogo na escola.

## Elenco
- Emma Roberts como Poppy Moore, uma adolescente mimada que mora em Malibu.
- Kimberley Nixon como Kate, colega de quarto de Poppy.
- Juno Temple como Drippy, colega de quarto de Poppy.
- Linzey Cocker como Josie, colega de quarto de Poppy.
- Sophie Wu como Kiki, colega de quarto de Poppy.
- Alex Pettyfer como Freddie Kingsley, filho da Sra. Kingsley e o interesse amoroso de Poppy e mais tarde namorado.
- Georgia King como Harriet Bentley, a chefe do Abbey Mount e a garota malvada da escola.
- Natasha Richardson como Sra. Kingsley, diretora da Abbey Mount e mãe de Freddie.
- Aidan Quinn como Gerry Moore, pai de Poppy.
- Ruby Thomas como Jane, amiga/lacaia de Harriet.
- Eleanor Turner-Moss como Charlotte, amiga/lacaia de Harriet.
- Lexi Ainsworth como Molly Moore, a irmã de Poppy.
- Shelby Young como Ruby, ex-amiga de Poppy.
- Johnny Pacar como Roddy, o ex-namorado de Poppy.
- Shirley Henderson como Matron
- Kelsey Sanders como Skye
- Nick Frost como Sr. Christopher, o cabeleireiro.
- Daisy Donovan como Miss Rees-Withers, a amante do esporte.
- Jason Watkins como Sr. Nellist, o professor de francês.
- Jessica Rizo como estranha legal

## Lançamento em DVD
Wild Child foi lançado em DVD no Reino Unido em 15 de agosto de 2008. Na Austrália foi lançado em 18 de setembro de 2008. Nos Estados Unidos foi lançado diretamente em DVD em 17 de novembro de 2009.

## Trilha Sonora
1. Wild Child - W.A.S.P.
2. Shut Up and Drive - Rihanna
3. Let Me Think About It - Ida Corr Ft. DJ Fedde le Grand
4. About You Now - Sugababes
5. Say It Right - Nelly Furtado
6. I Know UR Girlfriend Hates Me - Annie
7. If This Is Love - The Saturdays
8. Heartbreaker - will.i.am feat. Cheryl Cole
9. Sweet About Me - Gabriella Cilmi
10. Can't Speak French - Girls Aloud
11. Murder on the Dancefloor - Sophie Ellis-Bextor
12. Ice Cream - New Young Pony Club
13. Kiss With a Fist - Florence And The Machine
14. Foundations - Kate Nash
15. You Think I Don't Care - Jack McManus
16. Come Around - Timbaland feat. M.I.A.
17. Tambourine - Eve
18. Real Wild Child - Sarah Harding
19. Chasing Pavements - Adele

### Outras canções
As seguintes músicas apareceram no filme e trailers, embora não tenham sido incluídas na trilha sonora do filme, devido a restrições de licenciamento:
- "Angels" – Robbie Williams
- "Black Gloves" – Goose
- "Chasing Pavements" – Adele
- "Heaven Is a Place on Earth" – Belinda Carlisle
- "I Got It from My Mama" – will.i.am
- "Real Wild Child" – Everlife
- "Roadkill Morning" – Children of Bodom
- "Set 'Em Up" – Imran Hanif
- "You Think I Don't Care" - Jack McManus
- "Surrender Your Groove" – Geri Halliwell
- "Toxic" (Instrumental) – Britney Spears
- Lindsay Lohan - Playground